# Чарли (фильм, 1968)
«Чарли» (англ. Charly) — драматический фильм режиссёра Ральфа Нельсона, выпущенный в 1968 году. Снят по роману Дэниела Киза «Цветы для Элджернона». Главные роли исполняют Клифф Робертсон, удостоенный за эту актёрскую работу премии «Оскар», и Клэр Блум.

## Сюжет
Умственно отсталый парень по имени Чарли Гордон работает в пекарне, где над ним всячески издеваются другие работники во главе с Гимпи. Несмотря на это, он считает их друзьями и мечтает поумнеть настолько, чтобы стать младшим пекарем. Регулярно по собственной воле Чарли посещает вечернюю школу, где вместе с иммигрантами пытается освоить основы английского языка, в том числе и орфографии, под руководством Элис Киниан. Именно благодаря этой молодой преподавательнице Чарли начинает посещать клинику, где доктора Ричард Немур и Анна Штраус пытаются решить проблему умственной отсталости при помощи хирургического вмешательства. Первыми подопытными для исследователей стали мыши, операции над которыми прошли успешно, но возникла необходимость в проверке результатов. Для этого был приглашён Чарли; перед ним и мышью по кличке Элджернон была поставлена одна задача — пройти лабиринт на скорость, но в отличие от мыши Чарли должен был при помощи карандаша пройти лабиринт, нарисованный на листе бумаги. Несмотря на многочисленные попытки героя, Элджернон всегда оказывался быстрее.
Мисс Киниан провожает расстроенного Чарли и заглядывает к нему домой — в обычную комнату, где из мебели только кровать и школьная доска, на которой Чарли как напоминание самому себе записывает то, что необходимо сделать. Преподавательница рассказывает герою, что в клинике пытаются решить проблему с слабоумием и что для проверки им скоро потребуется человек. Чарли узнаёт, что этим человеком может стать он сам. Он с радостью соглашается продолжить соревнования с мышью. Пока идут опыты, Элис Киниан убеждает Немура и Штраус, что именно Чарли должен стать первым оперируемым.
Напарники из пекарни приглашают Чарли в бар, где после ряда розыгрышей отправляют его ждать выпадения снега на одном из перекрёстков. Прождав много часов, герой отправляется на детскую площадку, где его и находит Элис Киниан. Преподавательница с радостью сообщает, что Чарли выбран для опыта. После операции главный герой опять пытается обогнать мышь в прохождении лабиринта, но безрезультатно. Придя в ярость, он убегает из клиники; после возвращения в комнату он обнаруживает в ней клетку с Элджерноном и стопку листов с нарисованным лабиринтом. Успокоившись, Чарли снова вступает в противостояние с мышью и выходит победителем. Радостный, он бежит ночью в клинику, чтобы сообщать об этом.
Развитие Чарли ускоряется, он в течение нескольких недель проходит программу начальной школы и приступает к более сложным предметам. Однако Элис Киниан со временем замечает нездоровый интерес со стороны героя к ней и её личной жизни. В то же время доктор Штраус предупреждает Ричарда Немура о том, что эмоциональное развитие героя отстаёт от интеллектуального и необходима передышка, но получает отказ. Чарли следит за своей преподавательницей и после того, как от неё уходит возлюбленный, напрашивается в гости с подарком. Не сдержавшись, он признаётся в любви и пытается силой овладеть героиней, но получает отпор. Обиженный, он убегает.
Через некоторое время Чарли мирится с Элис, и они вдвоём пускаются в поездку по США, во время которой герой делает возлюбленной предложение. Вернувшись, они готовятся к участию в конференции, посвящённой опытам с Чарли. Ожидая своей очереди, герой вдруг обнаруживает, что Элджернон только что умер в клетке, и понимает, что эффект от операции носит временный характер. После крайне резкого и агрессивного выступления на конференции Чарли выходит на улицу, но где бы он ни оказывался, ему всюду мерещится прежний, умственно отсталый Чарли. Через некоторое время он возвращается в клинику, чтобы предложить свою помощь в решении возникшей проблемы. Однако это лишь приводит героя к неутешительным результатам. Элис находит его в его комнате и говорит, что будет с ним, пока он сам не попросит её уйти. И Чарли просит её сделать это.
В финале Элис Киниан наблюдает за Чарли, который вновь стал умственно отсталым и играет на детской площадке.

## В ролях
| Актёр           | Роль                |
| --------------- | ------------------- |
| Клифф Робертсон | Чарли Гордон        |
| Клэр Блум       | Элис Киниан         |
| Лилия Скала     | доктор Анна Штраус  |
| Леон Дженни     | доктор Ричард Немур |
| Дик Ван Паттен  | Берт                |
| Эдвард Макнелли | Гимпи               |
| Рут Уайт        | миссис Эппл         |

## Награды и номинации
| Год  | Премия                              | Категория                         | Имя                | Результат |
| ---- | ----------------------------------- | --------------------------------- | ------------------ | --------- |
| 1968 | Берлинский кинофестиваль            | Золотой медведь                   | Ральф Нельсон      | Номинация |
| 1969 | Оскар                               | Лучшая мужская роль               | Клифф Робертсон    | Победа    |
| 1969 | Золотой глобус                      | Лучший сценарий                   | Силлифант Стерлинг | Победа    |
| 1969 | Золотой глобус                      | Лучший фильм — драма              |                    | Номинация |
| 1969 | Золотой глобус                      | Лучшая мужская роль — драма       | Клифф Робертсон    | Номинация |
| 1969 | Хьюго                               | Премия Хьюго за лучшую постановку |                    | Номинация |
| 1969 | Национальный совет кинокритиков США | Лучший актёр                      | Клифф Робертсон    | Победа    |
| 1969 | Национальный совет кинокритиков США | Лучшие десять фильмов             |                    | Победа    |